# Neohymenopogon assamicus
Neohymenopogon assamicus là một loài thực vật có hoa trong họ Thiến thảo. Loài này được (Hook.f.) Bennet mô tả khoa học đầu tiên năm 1981.